# Catocala latefasciata
Catocala latefasciata är en fjärilsart som beskrevs av Warnecke. Catocala latefasciata ingår i släktet Catocala och familjen nattflyn. Inga underarter finns listade i Catalogue of Life.